# Maison à échauguette (Ébreuil)
Pour les articles homonymes, voir Maison à échauguette (homonymie).
La maison à échauguette est située à Ébreuil, dans le département de l'Allier, en région Auvergne-Rhône-Alpes (France).
Une maison à échauguette est une maison disposant d'une échauguette, qui est un petit ouvrage d'un château fort médiéval, en bois ou en maçonnerie couronnant le décrochement d’un mur de fortification ou les coins d’une tour carrée et permettant de surveiller les abords.

## Description
Maison de plan rectangulaire, dont la façade principale est jointe par un mur de clôture où se voit l'ouverture, bouchée, d'une porte cochère à arc en anse de panier. Deux pilastres signalaient l'une des entrées de la ville. À l'angle des façades sud et est, une échauguette portée en encorbellement à hauteur de l'étage sur un cul-de-lampe avec moulures.

## Historique
La maison est inscrite partiellement au titre des monuments historiques par arrêté du 15 octobre 1971.